# Sparkasse Zollernalb

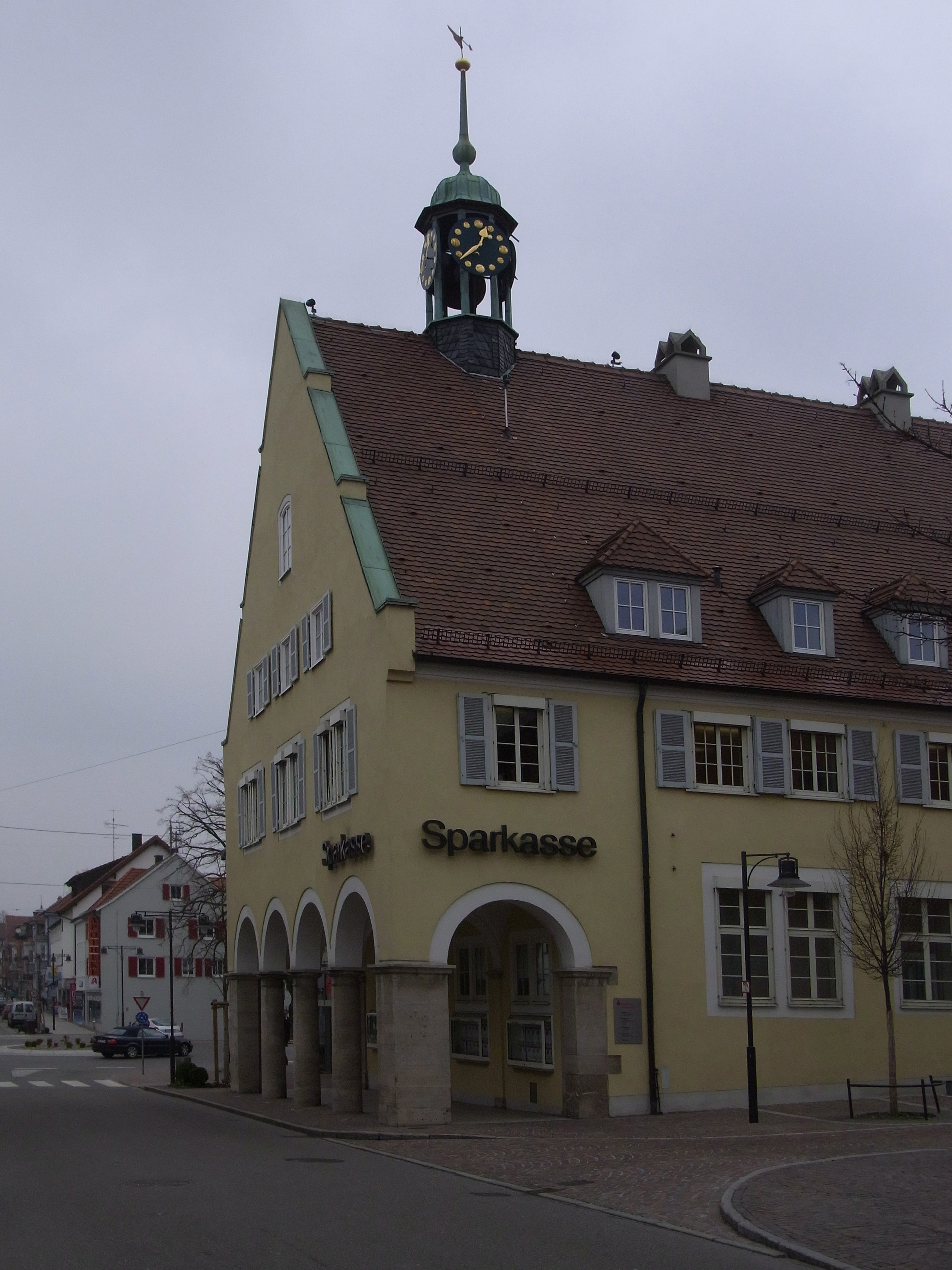
Hauptverwaltung: Altbau an der Friedrichstraße

Die Sparkasse Zollernalb ist eine öffentlich-rechtliche Sparkasse mit Hauptsitz in Balingen im Zollernalbkreis und wurde 1836 gegründet.

## Geschäftsausrichtung
Die Sparkasse Zollernalb betreibt als Sparkasse das Universalbankgeschäft. Sie ist Marktführer in ihrem Geschäftsgebiet. Die Sparkasse Zollernalb wies im Geschäftsjahr 2024 eine Bilanzsumme von 4,059 Mrd. Euro aus und verfügte über Kundeneinlagen von 3,056 Mrd. Euro. Gemäß der Sparkassenrangliste 2024 liegt sie nach Bilanzsumme auf Rang 131. Sie unterhält 45 Filialen/Selbstbedienungsstandorte und beschäftigt 575 Mitarbeiter.

## Sparkassen-Finanzgruppe
Die Sparkasse Zollernalb ist Teil der Sparkassen-Finanzgruppe und gehört damit auch ihrem Haftungsverbund an. Er sichert den Bestand der Institute und sorgt dafür, dass sie auch im Fall der Insolvenz einzelner Sparkassen alle Verbindlichkeiten erfüllen können. Die Sparkasse vermittelt Bausparverträge der regionalen Landesbausparkasse, offene Investmentfonds der Deka und Versicherungen der SV SparkassenVersicherung. Im Bereich des Leasing arbeitet die Sparkasse Zollernalb mit der  Deutschen Leasing zusammen. Die Funktion der Sparkassenzentralbank nimmt die Landesbank Baden-Württemberg wahr.

## Geschichte
Die Sparkasse Zollernalb wurde als Kreissparkasse Balingen im Jahre 1836 gegründet und ist damit eine der ältesten Sparkassen in Baden-Württemberg. Ende der 1990er-Jahre erfolgte der Zusammenschluss der Kreissparkassen Albstadt, Balingen und Hechingen zur heutigen Sparkasse Zollernalb. Der Hauptsitz befindet sich seitdem in Balingen.

## Geschäftsgebiet
Das Geschäftsgebiet erstreckt sich über den gesamten Zollernalbkreis und umfasst 53 Standorte. Finanz-Center und Geschäftsstellen, welche in einem Ort aufgezählt werden, sind im selben Gebäude.
- Firmenkunden-Center Albstadt
- Firmenkunden-Center Balingen
- Firmenkunden-Center Hohenzollern (Hechingen)
- Finanz-Center Balingen
- Finanz-Center Bisingen
- Finanz-Center Burladingen
- Finanz-Center Ebingen
- Finanz-Center Frommern
- Finanz-Center Haigerloch
- Finanz-Center Hechingen
- Finanz-Center Heuberg (Meßstetten)
- Finanz-Center Schömberg
- Finanz-Center Tailfingen
- Geschäftsstelle Am Markt (Albstadt)
- Geschäftsstelle Bisingen
- Geschäftsstelle Bitz
- Geschäftsstelle Burladingen
- Geschäftsstelle Friedrichstraße (Balingen)
- Geschäftsstelle Frommern
- Geschäftsstelle Gammertinger Straße (Hechingen)
- Geschäftsstelle Geislingen
- Geschäftsstelle Haigerloch
- Geschäftsstelle Jungingen
- Geschäftsstelle Lautlingen
- Geschäftsstelle Lisztstraße (Balingen)
- Geschäftsstelle Marktstraße (Albstadt)
- Geschäftsstelle Melchingen
- Geschäftsstelle Meßstetten
- Geschäftsstelle Nusplingen
- Geschäftsstelle Onstmettingen
- Geschäftsstelle Pfeffingen
- Geschäftsstelle Rangendingen
- Geschäftsstelle Rosenfeld
- Geschäftsstelle Schloßplatz (Hechingen)
- Geschäftsstelle Schömberg
- Geschäftsstelle Sonnenstraße (Albstadt)
- Geschäftsstelle Straßberg
- Geschäftsstelle Weilstetten
- Geschäftsstelle Winterlingen
- Immobilien-Center (Balingen)
- SB-Center Balingen E-Center
- SB-Center Balingen Ebertstraße
- SB-Center Balingen Friedrichstraße
- SB-Center Balingen Gehrn
- SB-Center Dotternhausen
- SB-Center Ebingen Sonnenstraße
- SB-Center Hechingen Obertorplatz
- SB-Center Hechingen Schillerstraße
- SB-Center Hechingen Schloßplatz
- SB-Center Messstetten Heubergpassage
- SB-Center Obernheim
- SB-Center Tailfingen Stadionplatz
- Unternehmenskunden-Center (Balingen)

Die Geschäftsstellen Jungingen, Melchingen, Pfeffingen und Straßberg werden zum Jahresende 2025 geschlossen und in ein SB-Center umgewandelt. Die Geschäftsstellen Nusplingen und Weilstetten werden komplett geschlossen.

## Stiftungen
Die Sparkasse Zollernalb unterhält fünf Stiftungen mit gemeinnützigen Zwecken:
- Ich stifte Zukunft (Unterstützung für neue Stiftungen)
- Philipp-Matthäus-Hahn-Stiftung (Förderung von wissenschaftlichem Nachwuchs am Standort Albstadt der Hochschule Albstadt-Sigmaringen)
- Stiftung Kunst, Bildung, Kultur
- Stiftung Mensch (Unterstützung von Kindern, Jugendlichen und Senioren)
- Stiftung Umwelt+Natur (Umwelt- und Landschaftsschutz)

## Sponsoring
Die Sparkasse Zollernalb hatte 2010 rund 1,1 Mio. Euro in die Region für soziales Engagement zurückfließen lassen und war unter anderem der Hauptsponsor des Handball-Zweitligisten HBW Balingen-Weilstetten und von 2006 bis 2024 Namensgeberin für deren Spielstätte, der damaligen Sparkassen-Arena (seit 2025: Mey-Generalbau-Arena).